# 第155独立親衛海軍歩兵旅団 (ロシア海軍)
第155独立親衛海軍歩兵旅団（だい155どくりつしんえいかいぐんほへいりょだん、ロシア語: 155-я отдельная гвардейская бригада морской пехоты）は、ロシア海軍の旅団。太平洋艦隊隷下。

## 概要

### ソ連地上軍
第二次世界大戦中の1944年11月、赤軍第342狙撃師団隷下の第357狙撃連隊として創設され、1945年8月、ソ連対日参戦に投入された。
1957年5月、機械化に伴い、第390自動車化狙撃連隊に改編された。

### ソ連海軍

第55海軍歩兵師団

1963年6月、ソ連海軍に編入し、太平洋艦隊隷下に配属され、第390独立海軍歩兵連隊に改編された。
1968年8月、部隊増強に伴い、第55海軍歩兵師団に改編された。

### ロシア海軍
1992年5月、ソビエト連邦の崩壊とロシア連邦の独立で創設されたロシア海軍に編入した。
1995年1月、第一次チェチェン紛争に投入された。
2009年12月、部隊縮小に伴い、第155独立海軍歩兵旅団に改編された。

### ロシアのウクライナ侵攻
2022年2月24日、ロシアのウクライナ侵攻では、北部キーウ州、東部ドネツィク州の戦闘に投入され、部隊は戦死者600人、戦傷者600人の大損害を出し壊滅した。ウクライナ軍は、団員1600人のうち戦死者220人、戦傷者530人で5割の損害と発表した。キーウ方面では、民間人に対する戦争犯罪も指摘されていた。
2022年4月1日、マリウポリ方面での戦いが評価され、ロシア連邦大統領ウラジーミル・プーチンから、名誉称号「親衛隊」を授与された。

#### 東部・南ドネツク戦線
兵員を動員兵や義勇兵で充足して再編され、東部ドネツィク州ヴォルノヴァーハ地区に再配置されたが、以後も激戦地で損耗が激しく、ロシアの独立メディアが団員の9割が戦死したと報道するなど3回再編された。
同年11月までにドネツィク州内の戦闘に投入され、4日間で約300人が死傷する被害を出した。旅団は軍上層部を批判する書簡を、同艦隊の本拠地があるロシア沿海地方の知事に送った。ロシア国防省は公開書簡の内容を否定し「10日間で海兵隊はウクライナ軍の防衛域内に5キロメートル以上前進した」と表明。しかし、同月11日にニューヨークタイムズの記者の協力を得て人権団体のグラグ・ネットがロストフ、タンボフ、モスクワ地域の軍病院に入院中の負傷兵にインタビューし、動画をアップロードした。負傷兵たちの証言によると、9月に動員された動員兵は十分な訓練も受けず、前線に送られた。自国の部隊との同士討ちや砲兵からの誤射も体験している。装甲兵員輸送車の運転手が兵士の遺体の上の道路や畑を走ることを拒否する一方、司令官は兵士の遺体を回収しないように命じ、何週間も放置しているという。
アメリカ合衆国の政治サイト「ポリティコ」やロシアの独立系メディア「重要な物語」などは、2023年2月6日、ウクライナ東部ドネツィク州ヴフレダールへの攻勢でウクライナ軍に迎撃され、大きな損害を出したと報じた。これに対してロシア国防省はヴフレダールへの攻撃について、計画通り進んでいると主張。同年4月12日のロシア国内のテレビ放送は、プーチン大統領が第155親衛海軍歩兵旅団の働きを称賛する演説を放送した。
2023年11月2日、ロシア軍は再びヴフレダールに向けて再攻撃を行い失敗。この際の主力は第155独立親衛海軍歩兵旅団と見られている。

#### 東部・アウディーイウカ戦線
2023年12月、東部ドネツィク州ポクロウシク地区に再配置され、ノヴォ・ミハイリウカ（マリンカ・フロマーダ）に展開した。2024年2月にロマン・コジューホフ副旅団長が戦死した。

#### 北東部・ハルキウ戦線
2024年6月、北東部ハルキウ州チュフイウ地区に再配置され、5月に攻勢を開始した友軍の救援でヴォウチャンシクに展開した。
2024年9月にロシア領クルスク州へ侵攻したウクライナ軍の迎撃をし、 テトキノ 地区に侵入したウクライナ軍の複数両のIFVや装甲車を幹線道路上で奇襲し、破壊した。
2025年1月23日、旅団は「スヴォーロフ勲章」を授与された。
2025年2月21日、旅団は名誉称号「クルスク」を授与された。
2024年7月6日、旅団は名誉称号「ロシア連邦英雄を二度授与されたミハイル・グドコフ少将」を授与された。

## 編制
- 旅団司令部（ウラジオストク）
- 第59独立海軍歩兵大隊（スラビャンカ）
- 第47独立空中強襲大隊
- 戦車大隊
- タイガー義勇大隊
- 第287独立自走砲大隊（スラビャンカ）
- 第288ロケット砲大隊
- 第547独立防空大隊
- 対戦車砲中隊
- 火力支援中隊

- 偵察大隊
- 兵站大隊
- 工兵中隊
- 整備中隊
- 電子戦中隊
- 通信中隊
- 揚陸艦中隊
- NBC防護小隊

## ギャラリー

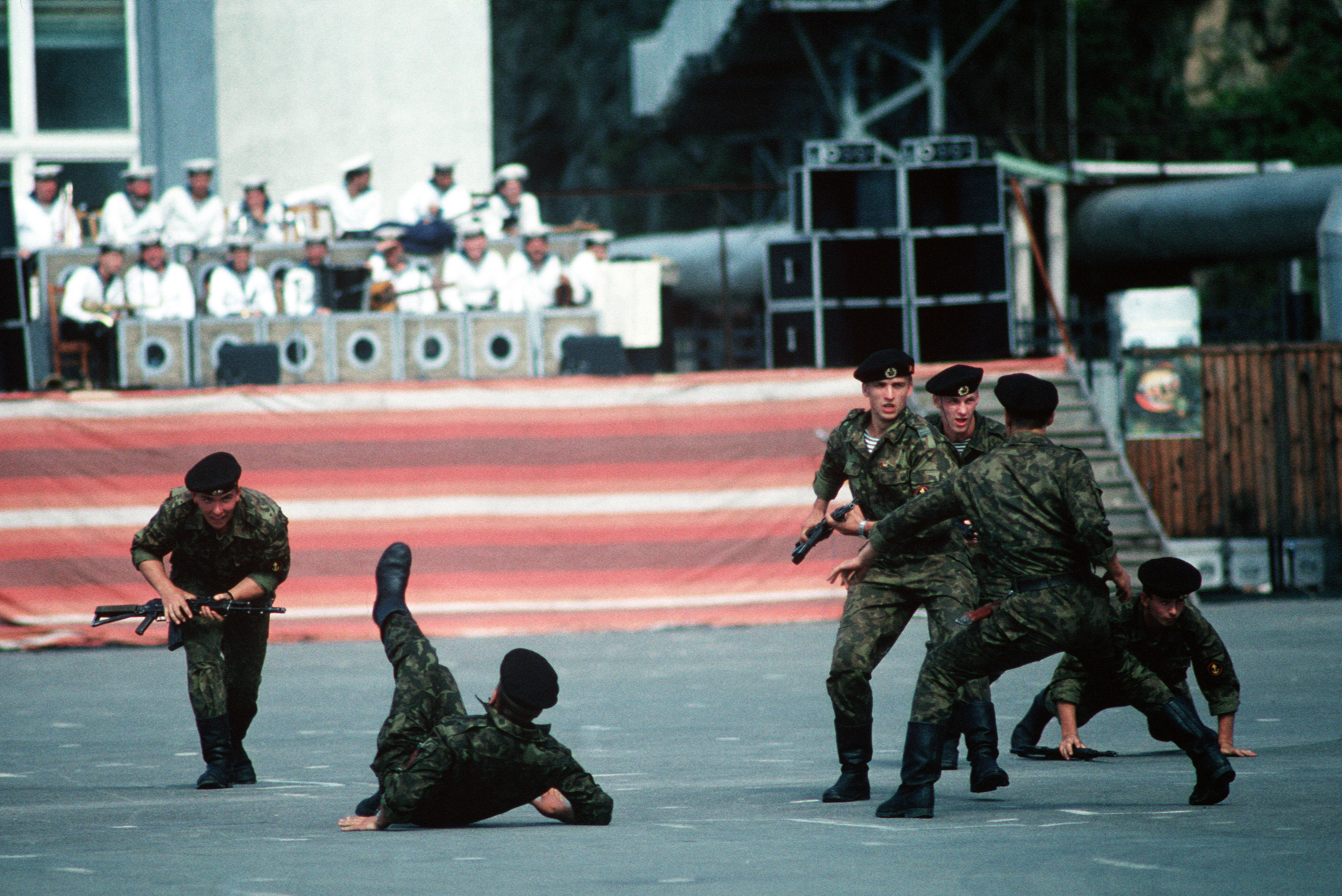
ソ連時代、ウラジオストクに寄港したアメリカ海軍艦艇乗組員に白兵戦訓練を披露する隊員（1990年）
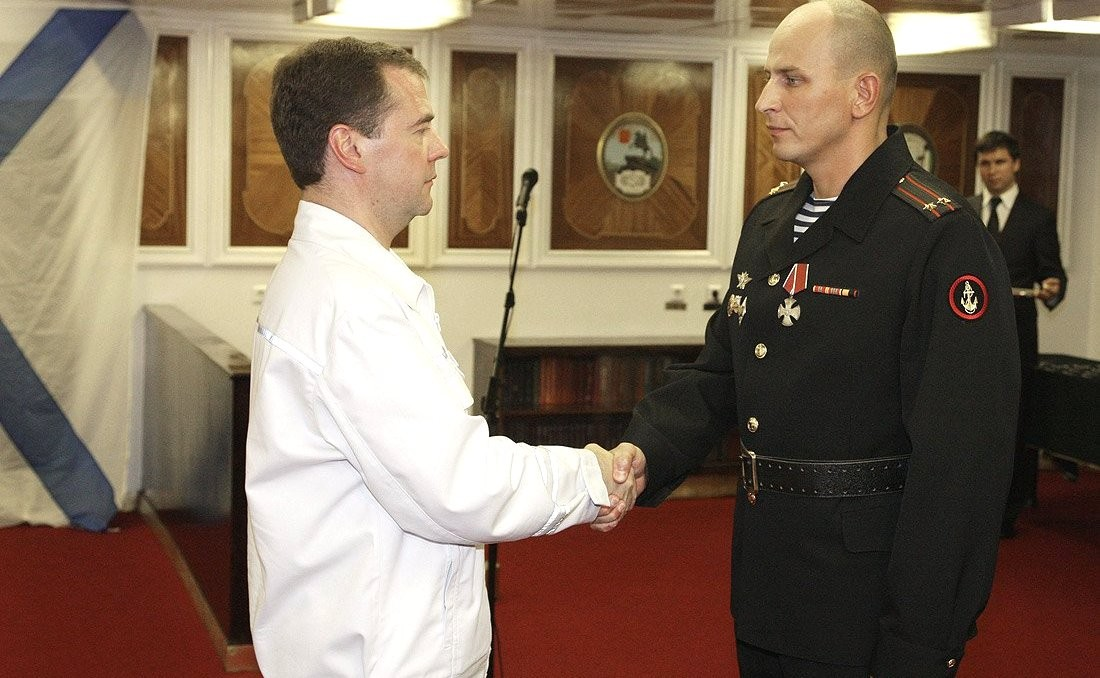
ソマリア海賊からのタンカー「モスクワ大学」号奪還作戦の功績に対して叙勲するドミートリー・メドヴェージェフ大統領（2010年）
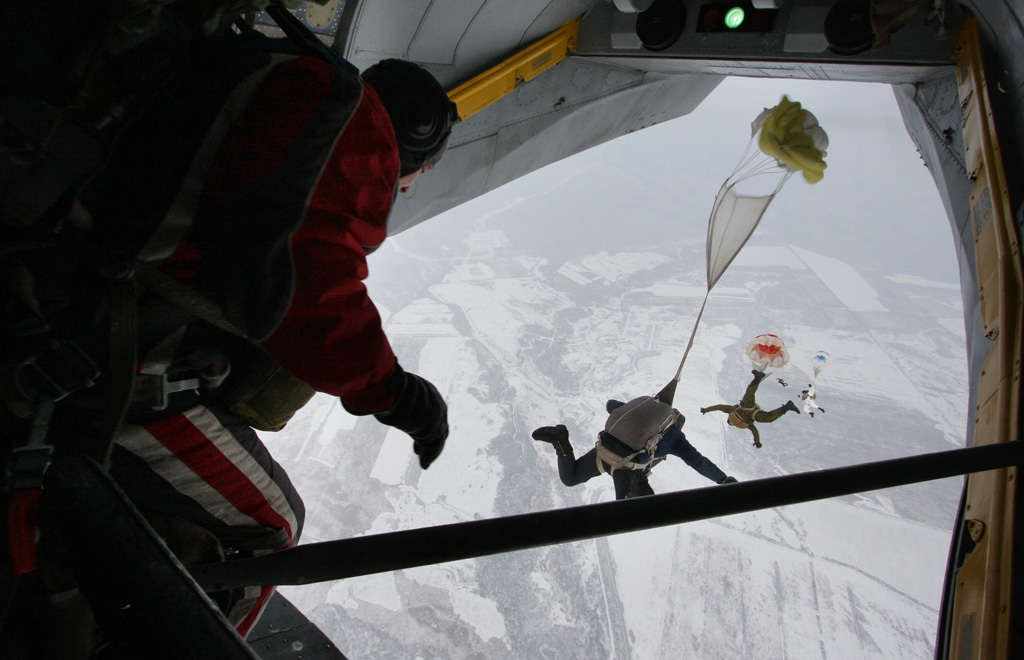
An-26輸送機からの空挺降下訓練
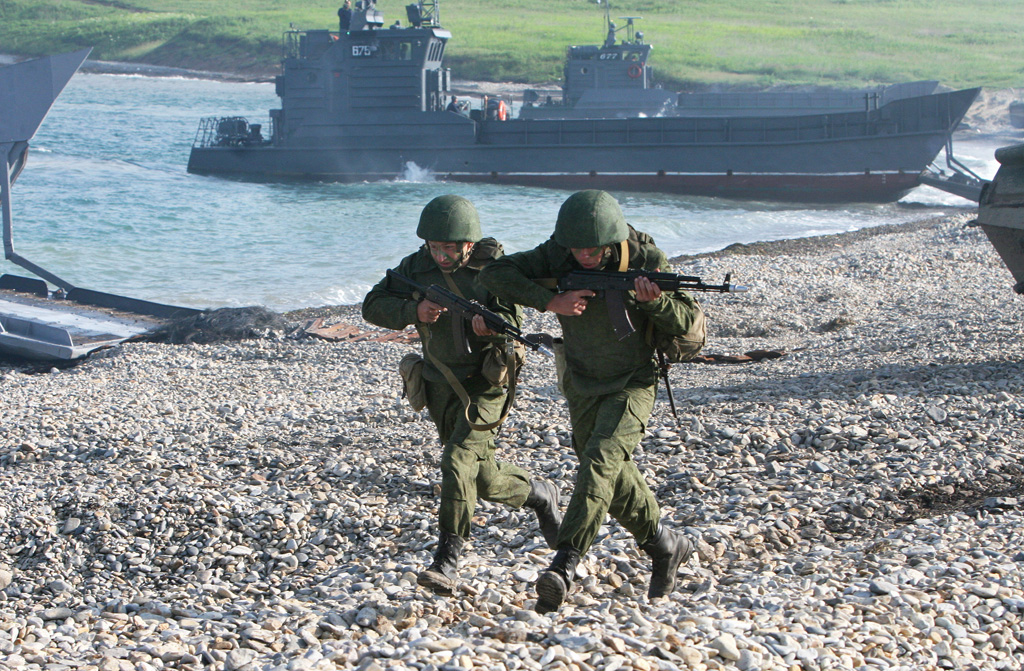
ウラジオストクでの上陸作戦演習（2010年）